# 保泰松
保泰松是一种作用于中枢神经系统的药物，属吡唑酮类衍生物，解热镇痛作用较弱而抗炎作用较强，对炎性疼痛效果好，并能促进尿酸的排泄。

## 药理作用
保泰松的解热镇痛作用不及乙酰水杨酸，且毒性较大，故一般不作解热镇痛药用，但其抗炎作用较强，可用于治疗风湿性及类风湿性关节炎，急性痛风性关节炎、强直性脊椎炎。另外，本品能减少尿酸盐自肾小管的再吸收，有轻度排尿作用，也可用于急性痛风患者。常需连续给药或与其他药物配合使用。亦可用于治疗急性血吸虫病、丝虫急性淋巴管炎、结核病、恶性肿瘤等引起的发热等。
近年研究发现，保泰松消炎、镇痛而产生抗风湿作用的机理不是由于脑垂体-肾上腺兴奋，可能是由于药物在炎症组织中抑制了产生炎症的有关活性物质，如前列腺素的合成、白细胞的活动和转移、溶酶体酶的释放及其活性；镇痛也可能是抑制前列腺素合成的结果。

## 药动学
口服吸收快而完全，约2小时后达血药浓度峰值。血浆蛋白结合率为98%。表观分布容积为0.12L/kg，如增加剂量，分布容积亦增大，但血浓度不增加。故重复使用时，其稳态血浓度不呈线性增加。半衰期为56～86小时。可透过胎盘，进入乳汁。本品由肝脏代谢，代谢物为羟基保泰松和γ-羟基保泰松，仍有活性，最终代谢物经尿排出，少量经胆汁排出。

## 注意与禁忌
保泰松的副作用发生率约为10%～20%，如短程使用则可减少这一比率。对胃肠道刺激较大，可出现恶心、呕吐、腹痛、便秘，过量可致消化道溃疡，出现便血。对其他系统也有损害，如皮疹、眩晕、血尿、肝炎等。可抑制骨髓引起粒细胞减少，甚至发生再生障碍性贫血，如能及时停药则多可恢复，因而应勤查血象，1周内无效果者，不应再用。与双香豆素类抗凝血药、磺胺类、甲磺丁脲降糖药合用，血药浓度增加，毒性增大。有钠、氯潴留作用，高血压、水肿、心力衰竭病人禁用，并在用药期间限制食盐摄入量。有肝、肾损害及药物过敏史、溃疡病、骨质疏松症者禁用或酌情慎用。

## 化学性质
白色或类白色结晶性粉末。熔点105.5-106.5℃。易溶于丙酮、氯仿或苯，溶于乙醇或乙醚，几乎不溶于水，溶于氢氧化钠溶液。无臭，味略苦。

## 生产方法
由氢化偶氮苯与丁基丙二酸二乙酯环合而得。将氢化偶氮苯、丁基丙二酸二乙酯、甲醇钠和亚硫酸钠一起加热，剧烈回流1.5h，生成保泰松钠盐，再用乙酸酸化得到保泰松。